# Olympische Sommerspiele 2020/Teilnehmer (Syrien)
| Gelbes Symbol für Goldmedaillen mit stilisierten Olympischen Ringen | Graues Symbol für Silbermedaillen mit stilisierten Olympischen Ringen | Braundes Symbol für Bronzemedaillen mit stilisierten Olympischen Ringen |
| ------------------------------------------------------------------- | --------------------------------------------------------------------- | ----------------------------------------------------------------------- |
| —                                                                   | —                                                                     | 1                                                                       |

Syrien nahm an den Olympischen Spielen 2020 in Tokio mit sechs Sportlern in sechs Sportarten teil. Es war die insgesamt 14. Teilnahme an Olympischen Sommerspielen. Neun Personen aus Syrien nahmen für das Refugee Olympic Team teil.

## Medaillen

### Medaillenspiegel
| Rang   | Sportart     | Gold | Silber | Bronze | Gesamt |
| ------ | ------------ | ---- | ------ | ------ | ------ |
| 1      | Gewichtheben | –    | –      | 1      | 1      |
| Gesamt | Gesamt       | 0    | 0      | 1      | 1      |

### Medaillengewinner
| Name/n    | Sportart     | Wettkampf          |
| --------- | ------------ | ------------------ |
| Bronze    |              |                    |
| Man Asaad | Gewichtheben | Superschwergewicht |

## Teilnehmer nach Sportarten

### Gewichtheben
| Athleten  | Wettbewerb                     | Reißen  | Reißen | Stoßen  | Stoßen | Zweikampf | Zweikampf | Rang   |
| Athleten  | Wettbewerb                     | Gewicht | Rang   | Gewicht | Rang   | Gewicht   | Rang      | Rang   |
| --------- | ------------------------------ | ------- | ------ | ------- | ------ | --------- | --------- | ------ |
| Männer    |                                |         |        |         |        |           |           |        |
| Man Asaad | Superschwergewicht über 109 kg | 190 kg  | 3      | 234 kg  | 4      | 424 kg    | 3         | Bronze |

### Leichtathletik
Springen und Werfen
| Athleten          | Wettbewerb | Qualifikation | Qualifikation | Finale        | Finale        | Rang |
| Athleten          | Wettbewerb | Weite/Höhe    | Rang          | Weite/Höhe    | Rang          | Rang |
| ----------------- | ---------- | ------------- | ------------- | ------------- | ------------- | ---- |
| Männer            |            |               |               |               |               |      |
| Majd Eddin Ghazal | Hochsprung | 2,21 m        | 19            | ausgeschieden | ausgeschieden | 19   |

### Reiten

#### Springreiten
| Athleten                 | Wettbewerb | Strafpunkte   | Strafpunkte   | Strafpunkte   | Strafpunkte   | Strafpunkte   | Strafpunkte   | Rang |
| Athleten                 | Wettbewerb | Einzelwertung | Einzelwertung | Einzelwertung | Nationenpreis | Nationenpreis | Nationenpreis | Rang |
| Athleten                 | Wettbewerb | 1. Umlauf     | 2. Umlauf     | Stechen       | 1. Umlauf     | 2. Umlauf     | Stechen       | Rang |
| ------------------------ | ---------- | ------------- | ------------- | ------------- | ------------- | ------------- | ------------- | ---- |
| Ahmad Hamcho mit Deville | Einzel     | DNF           | DNF           | DNF           | —             | —             | —             | -    |

### Schwimmen
| Athleten    | Wettbewerb          | Vorlauf     | Vorlauf | Halbfinale    | Halbfinale    | Finale        | Finale        | Rang |
| Athleten    | Wettbewerb          | Zeit        | Rang    | Zeit          | Rang          | Zeit          | Rang          | Rang |
| ----------- | ------------------- | ----------- | ------- | ------------- | ------------- | ------------- | ------------- | ---- |
| Männer      |                     |             |         |               |               |               |               |      |
| Ayman Kelzi | 200 m Schmetterling | 1:59,57 min | 32      | ausgeschieden | ausgeschieden | ausgeschieden | ausgeschieden | 32   |

### Tischtennis
| Athleten  | Wettbewerb | 1. Runde | 1. Runde | 2. Runde      | 2. Runde      | 3. Runde      | 3. Runde      | Achtelfinale  | Achtelfinale  | Viertelfinale | Viertelfinale | Halbfinale    | Halbfinale    | Finale/Platz 3 | Finale/Platz 3 | Rang  |
| Athleten  | Wettbewerb | Gegner   | Erg.     | Gegner        | Erg.          | Gegner        | Erg.          | Gegner        | Erg.          | Gegner        | Erg.          | Gegner        | Erg.          | Gegner         | Erg.           | Rang  |
| --------- | ---------- | -------- | -------- | ------------- | ------------- | ------------- | ------------- | ------------- | ------------- | ------------- | ------------- | ------------- | ------------- | -------------- | -------------- | ----- |
| Frauen    |            |          |          |               |               |               |               |               |               |               |               |               |               |                |                |       |
| Hend Zaza | Einzel     | Liu Jia  | 0:4      | ausgeschieden | ausgeschieden | ausgeschieden | ausgeschieden | ausgeschieden | ausgeschieden | ausgeschieden | ausgeschieden | ausgeschieden | ausgeschieden | ausgeschieden  | ausgeschieden  | 65–70 |

### Triathlon
| Athleten     | Wettbewerb | Zeit      | Rang |
| ------------ | ---------- | --------- | ---- |
| Männer       |            |           |      |
| Mohamad Maso | Einzel     | 1:54:12 h | 47   |